# Família Roosevelt

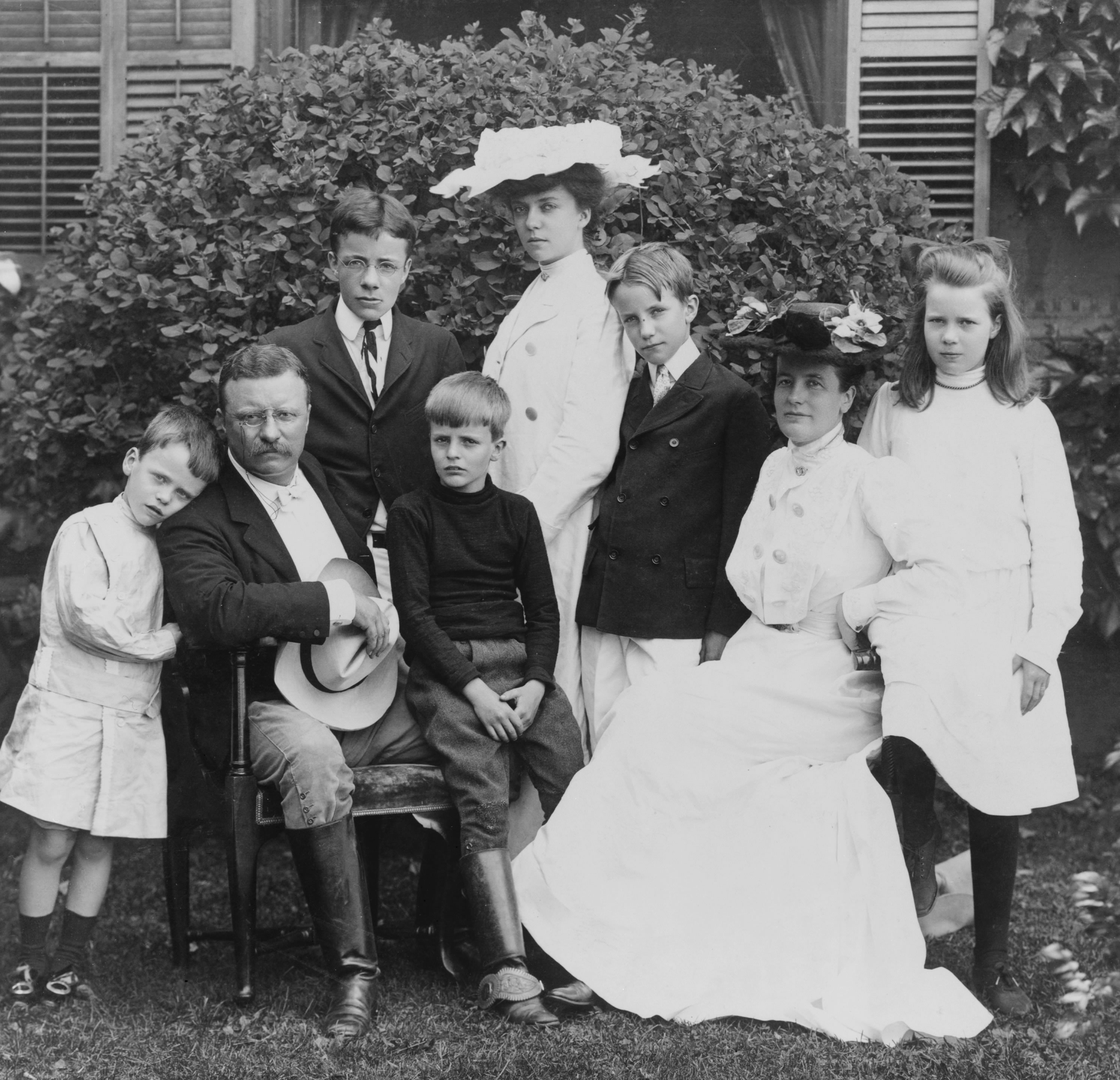
Theodore Roosevelt e sua família, em 1903.

A família Roosevelt é uma família de origem holandesa de grande destaque na política e nos negócios nos Estados Unidos da América. Dela descendem dois presidentes dos Estados Unidos: Theodore Roosevelt e Franklin D. Roosevelt bem como a primeira dama Eleanor Roosevelt.